# Дубровинское сельское поселение (Вагайский район)
Дубровинское се́льское поселе́ние — муниципальное образование в Вагайском районе Тюменской области Российской Федерации.
Административный центр — село Дубровное.

## История
Статус и границы сельского поселения установлены Законом Тюменской области от 5 ноября 2004 года № 263 «Об установлении границ муниципальных образований Тюменской области и наделении их статусом муниципального района, городского округа и сельского поселения».

## Население
| 2010  | 2011  | 2012  | 2013  | 2014  | 2015  | 2016  |
| ----- | ----- | ----- | ----- | ----- | ----- | ----- |
| 1700  | ↘1697 | ↘1643 | ↘1612 | ↗1619 | ↗1633 | ↘1603 |
| 2017  | 2018  | 2019  | 2020  | 2021  | 2023  |       |
| ↘1575 | ↘1564 | ↘1553 | ↘1544 | ↘1105 | ↘1079 |       |

## Состав сельского поселения
| №  | Населённый пункт | Тип населённого пункта       | Население |
| -- | ---------------- | ---------------------------- | --------- |
| 1  | Араксул          | деревня                      | 62        |
| 2  | Быкова           | деревня                      | 41        |
| 3  | Дубровное        | село, административный центр | ↘1187     |
| 4  | Елань-Яр         | деревня                      | 25        |
| 5  | Катангуй         | деревня                      | 48        |
| 6  | Красная Гора     | деревня                      | 25        |
| 7  | Луговая          | деревня                      | 59        |
| 8  | Лукина           | деревня                      | 20        |
| 9  | Релка            | деревня                      | 28        |
| 10 | Ренчики          | деревня                      | 90        |
| 11 | Супринская       | деревня                      | 72        |
| 12 | Трушникова       | деревня                      | 38        |
| 13 | Шапошникова      | деревня                      | 5         |